# باشگاه فوتبال آلانیا-د ولادی‌قفقاز
باشگاه فوتبال آلانیا-د ولادی‌قفقاز (روسی: «ФК Алания-д» Владикавказ) یک باشگاه فوتبال در شهر ولادی‌قفقازدر کشور روسیه است. این باشگاه در لیگ حرفه‌ای فوتبال روسیه بازی می‌کند. این باشگاه در سال ۲۰۱۱ تأسیس شد و در سال ۲۰۱۴ منحل شد. Republican Spartak Stadium محل برگزاری بازی‌های خانگی این باشگاه بود.

## دانستی
قبل از فصل بازی های ۲۰۲۱-۲۲، باشگاه مزرعه آلانیا یک بار دیگر برای فینال دوم به نام آلانی-۲ ثبت شد.